# Isochromodes innotata
Isochromodes innotata là một loài bướm đêm trong họ Geometridae.